# Premio Fundación Arena de Narrativa GLBTQ
El Premio Fundación Arena de Narrativa GLBTQ (hasta la 6.ª edición llamado Premio Terenci Moix de Narrativa Gay y Lésbica Fundación Arena en honor del escritor catalán gay Terenci Moix) es un certamen literario iniciado el 2005. Se creó con la colaboración la Fundación Arena, una entidad catalana para la promoción y asistencia de gais y lesbianas.
El jurado está, normalmente, formado por el presidente de la Fundación Arena y por personas destacadas del campo de las letras y de la lucha por los derechos de los homosexuales.

## Galardonados
- 1.ª edición - 2005

Catedrals amb armaris, de Jaume Santandreu Sureda.
- 2.ª edición - 2006

Destino programado, de Paz Quintero.
- 3.ª edición - 2007

Como la tentación, de Alberto Mira.
- 4.ª edición - 2008

La vida que soñamos, de Raúl Portero.
- 5.ª edición - 2009

Charlie, de Rafael Peñas.
- 6.ª edición - 2010

No hubo ganador ya que el jurado lo declaró desierto.
- 7.ª edición - 2011

Elogio del Happy End, de Isabel Franc
- 8.ª edición - 2012

La daga fenicia, de Mila Martínez.
- 9.ª edición - 2013

El color de los peces azules, de Josa Fructuoso.